# توقيت أرمجدون
توقيت أرمجدون (بالإنجليزية: Armageddon Time)‏ هو فيلم دراما تاريخية قادم من تأليف وإخراج جيمس غراي وبطولة آن هاثاواي، أنتوني هوبكنز، جيرمي سترونغ ودومينيك لومباردوزي.

## روابط خارجية
توقيت أرمجدون على موقع IMDb (الإنجليزية)
- توقيت أرمجدون على موقع ميتاكريتيك (الإنجليزية)
- توقيت أرمجدون على موقع روتن توميتوز (الإنجليزية)
- توقيت أرمجدون على موقع ألو سيني (الفرنسية)
- توقيت أرمجدون على موقع أول موفي (الإنجليزية)
- توقيت أرمجدون على موقع فيلمافينيتي (الإسبانية)
- توقيت أرمجدون على موقع قاعدة بيانات الفيلم (الإنجليزية)
- توقيت أرمجدون على موقع ليتربوكسد (الإنجليزية)
- توقيت أرمجدون على موقع كينوبويسك (الروسية)